# الغواصة الألمانية يو-13 (1935)
غواصة يو-10 غواصة يو بوت ألمانية من الفئة الثانية بي بنيت ل سلاح بحرية ألمانيا النازية كريغسمارينه، في أحواض بناء السفن الألمانية التابع لدويتشه فيرك في كيل خلال الحرب العالمية الثانية. 
كان هانز جيريت فون ستوكهاوزن أول قائد للغواصة. أكملت تسع دوريات أثناء خدمتها في أسطول الغواصات الأول. نجحت الغواصة في أغراق تسع سفن وإتلاف ثلاث سفن أخرى.